# ガンギエイ属
"ガンギエイ属"は、ガンギエイ科のエイの1種ガンギエイが分類される属に対して用いられることのある属和名。Raja や Dipturus がこの名で呼ばれる。従って一義的な名称ではない。

## 解説
「ガンギエイ属」という属和名は、ガンギエイが分類される属に使用されることのある和名である。従ってこの属和名を使用している人物が、その時点でガンギエイをどの属に分類しているかによって、その指し示す属が定まる。
例えば松原喜代松（1955）や仲谷一宏・益田一（1984）ではガンギエイを Raja に分類し、その属 Raja をガンギエイ属と呼んでいるが、中坊徹次（2013）や中坊・平嶋（2015）ではガンギエイを Dipturus に分類しているため、この属をガンギエイ属と呼び、Raja の方はメガネカスベ属と呼んでいる。従って属名（学名）が伴わない限り「ガンギエイ属」という属和名が具体的にどの属を指すのかはわからないということになる。またガンギエイを Dipturus に分類していていも、その属 Dipturus をテングエイ属と呼ぶ研究者もおり、「ガンギエイ属」という属和名は多義的で不安定な名称となっている。

## 分類
以下の属がガンギエイ属と呼ばれることがある。
- Dipturus（ガンギエイ属 または テングエイ属）
- Raja（ガンギエイ属 または メガネカスベ属）